# 梅瑟 (米开朗基罗)
《梅瑟》（又译为《摩西》，義大利語： [moˈzɛ];Moses c. 1513–1515）是意大利文艺复兴全盛期艺术大师米开朗基罗创作的一尊大理石雕塑，位于罗马圣伯多禄锁链堂（Basilica di San Pietro in Vincoli）。1505年，儒略二世为装饰自己的陵墓而向米开朗基罗订制雕塑。米开朗基罗创作的圣经人物梅瑟头上长角，依据是当时的圣经拉丁文译本武加大译本的出谷紀34章中的翻译。